# Пикочен мехур
Пикочният мехур (на латински: vesica urinaria) е кух мускулест орган, който се намира в долната част на корема. Функцията на пикочния мехур е да складира отделяната от бъбреците урина и в удобен момент да я отвежда извън тялото. Има вместимост за урината около 500 – 700 см3.

## Анатомично устройство
Пикочният мехур се състои от дъно, тяло, шийка и връх. 
- Дъното (на латински: fundus vesicae) е най-широката, разположена назад и надолу част на пикочния мехур.
- Тялото (на латински: corpus vesicae) е разположено напред и нагоре от основата на мехура.
- Шийка (на латински: cervix vesicae) – мястото на прехода на тялото на пикочния мехур в уретрата.
- Връх (на латински: apex vesicae) – завършващата заострена част на тялото върху долната част на предната коремна стена.

## Хистологичен строеж
Стената на пикочния мехур се състои от три слоя:
- Лигавица (на латински: tunica mucosa), образуваща множество гънки в различни направления.
- Мускулатура (на латински: tunica muscularis), изградена от три гладко мускулни слоя: вътрешен и външен – надлъжни и среден – кръгов. В началото на пикочния канал средният мускулест слой образува неволеви стегач.
- Външен слой. Задно-горната повърхност на пикочния мехур е покрита със серозна обвивка (на латински: tunica serosa), a oстаналите части с адвентиция (на латински: tunica adventitia).

## Кръвоснабдяване и инервация
Кръвоснабдяването на пикочния мехур се осъществява от vesicalis inferior и от vesicalis superior артерии. Венозната система се оттича към plexus venosus vesicalis. Инервацията се извършва през plexus vesicalis. Нервните влакна са симпатикови и парасимпатикови.